# Esmena calcària

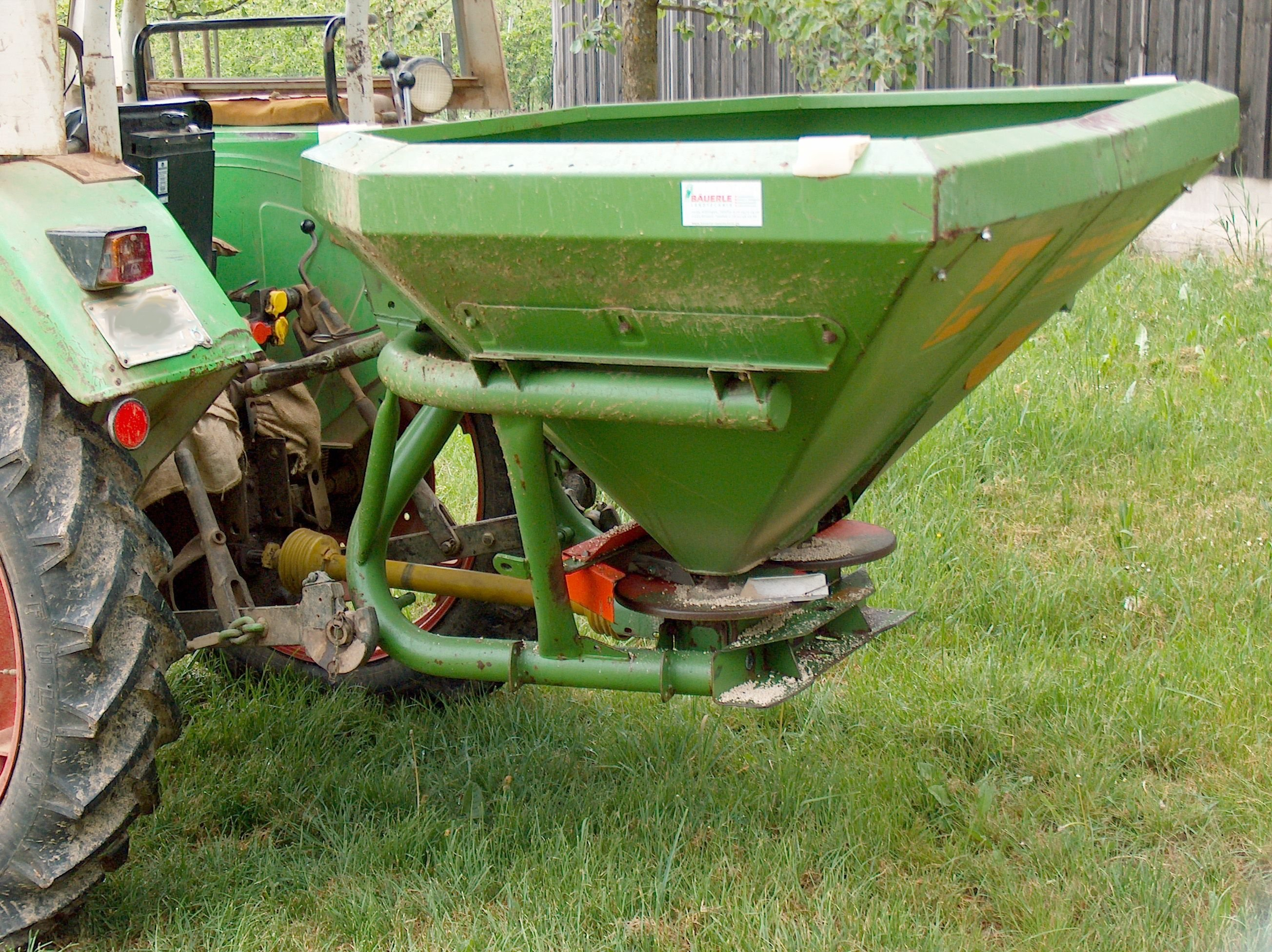
Tremuja agrícola per a distribuir productes calcaris accionada per la presa de força d'un tractor

Esmena calcària o encalcinada és l'aplicació de materials rics en calci i magnesi en el sòl en diverses formes que inclouen el marbre, el guix, la pedra calcària, o l'hidròxid de calci. Això neutralitza l'acidesa del sòl i incrementa l'activitat dels bacteris. Tanmateix, aplicar massa quantitat pot ser perjudicial per la vida de les plantes. Els materials rics en calci són de reacció bàsica i el seu efecte és fer els sòls on s'aplica més bàsics arribant a ser de reacció neutra.
L'esmena calcària és molt comuna en els sòls més o menys àcids del món però no cal en els sòls calcaris o el problema és el contrari i en canvi abaixar el pH resulta més difícil que no pas augmentar-lo.

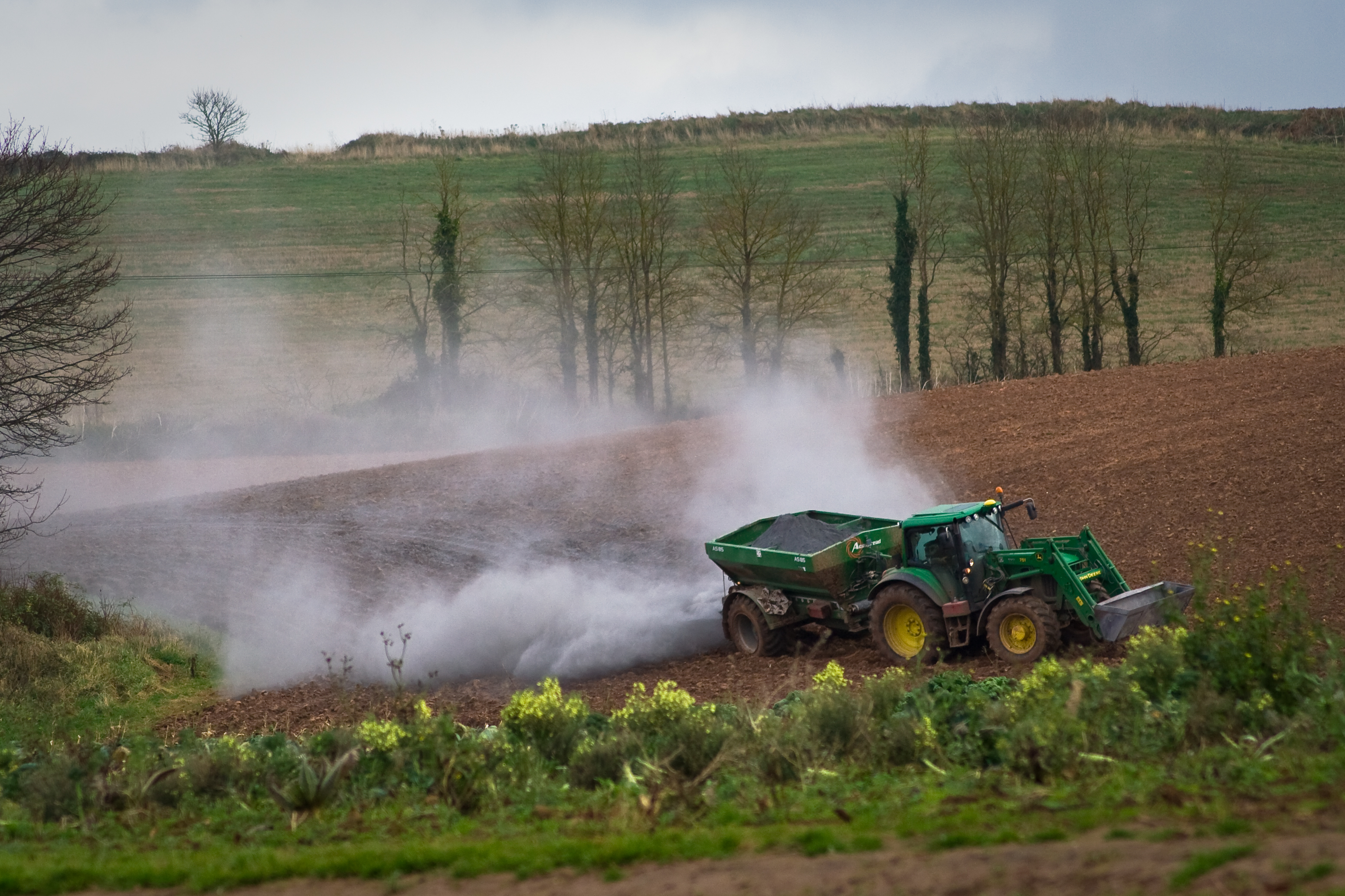
Encalcinada a un camp de Devon

El nivell amb què una quantitat donada de producte calcari incrementarà el pH per unitat de volum d'un sòl depèn de la capacitat de bescanvi catiònic (CIC) de les partícules del sòl. Els sòls amb una baixa CIC mostraran un increment més marcat del pH que els sòls amb més lat CIC. Però els sòls amb baix CIC tindran una lixiviació més ràpida de les bases afegides i tornaran a més ràpidament a la seva acidesa inicial si no es repeteix l'encalcinada.
L'excés d'encalcinada és més probable que tingui lloc en sòls amb CIC bàsic, com els sòls sorrencs que són deficients en tamponadors com la matèria orgànica i l'argila.

## Efectes de l'esmena calcària
Pràcticament només els sòls amb un pH per sota de 5,5 i superior a 7,0 presenten problemes relacionats amb la disponibilitat d'alguns nutrients, la toxicitat d'algunes elements, l'estructura del sòls, la vida microbiana, la degradació de la matèria orgànica, fixació del nitrogen i sofre, etc.

### Efectes físics
- Millora de l'estructura granulada de les partícules (estructura, porositat, permeabilitat, aireig).

### Efectes químics
- Control del pH (control d'acidesa)

- Eliminació de l'alumini trivalent

- Augment de la disponibilitat i assimilació del calci, magnesi, fòsfor i molibdè.
- Disminució de la solubilitat de l'alumini, ferro i el manganès (aquest element a més de dificultar l'aprofitament d'alguns nutrients per les plantes, poden ser tòxics).

La majoria dels sòls àcids estan saturats amb alumini més que no pas amb ions d'hidrogen. L'acidesa del sòl és per tant el resultat de la hidròlisi d'alumini. Aquest concepte de "potencial corregit de calcaris" per definir el grau de saturació de bases del sòl ha esdevingut la base del procediments de laboratori per determinar el requeriment de productes calcaris per encalcinar els sòls.